# FATドメイン
FATドメイン（focal adhesion targeting domain）は、FAK（PTK2）において最初に同定された、保存されたタンパク質ドメインである。
フォーカルアドヒージョンは複数のタンパク質から構成される細胞間シグナル伝達複合体であり、細胞内のアクチンマイクロフィラメントを、膜を貫通するインテグリンタンパク質を介して膜を越えて、細胞外マトリックスへ連結する役割を果たしている。細胞接着や細胞遊走の過程において、マトリックスへの接着や解離に応じてフォーカルアドヒージョンは形成され、解体される。
FAKのFATドメインはC末端領域に位置し、FAKをフォーカルアドヒージョンへ局在させるために必要十分な領域である。このドメインによってFAKのプロテインキナーゼ活性を細胞内の細胞骨格と細胞外の接着地点との連結部へ局在させることが可能となり、細胞接着や誘導を調節することが可能となる。FAKのFATドメインの結晶構造から4ヘリックスバンドルを形成することが示されており、関連するフォーカルアドヒージョンタンパク質パキシリン（PXN）、ロイパキシン（LPXN）、TGFB1I1/Hic-5に存在するLDリピートモチーフに特異的に結合する。 
同様の4ヘリックスバンドル構造を有するFATドメインは、PTK2B/FAK2/PYK2、α-カテニン、ビンキュリン、PDCD10/CCM3、GIT1/GIT2など、パキシリンを含有するフォーカルアドヒージョンに局在する他のタンパク質にも見つかっており、細胞接着や遊走に関与している。